# 韦沃城堡

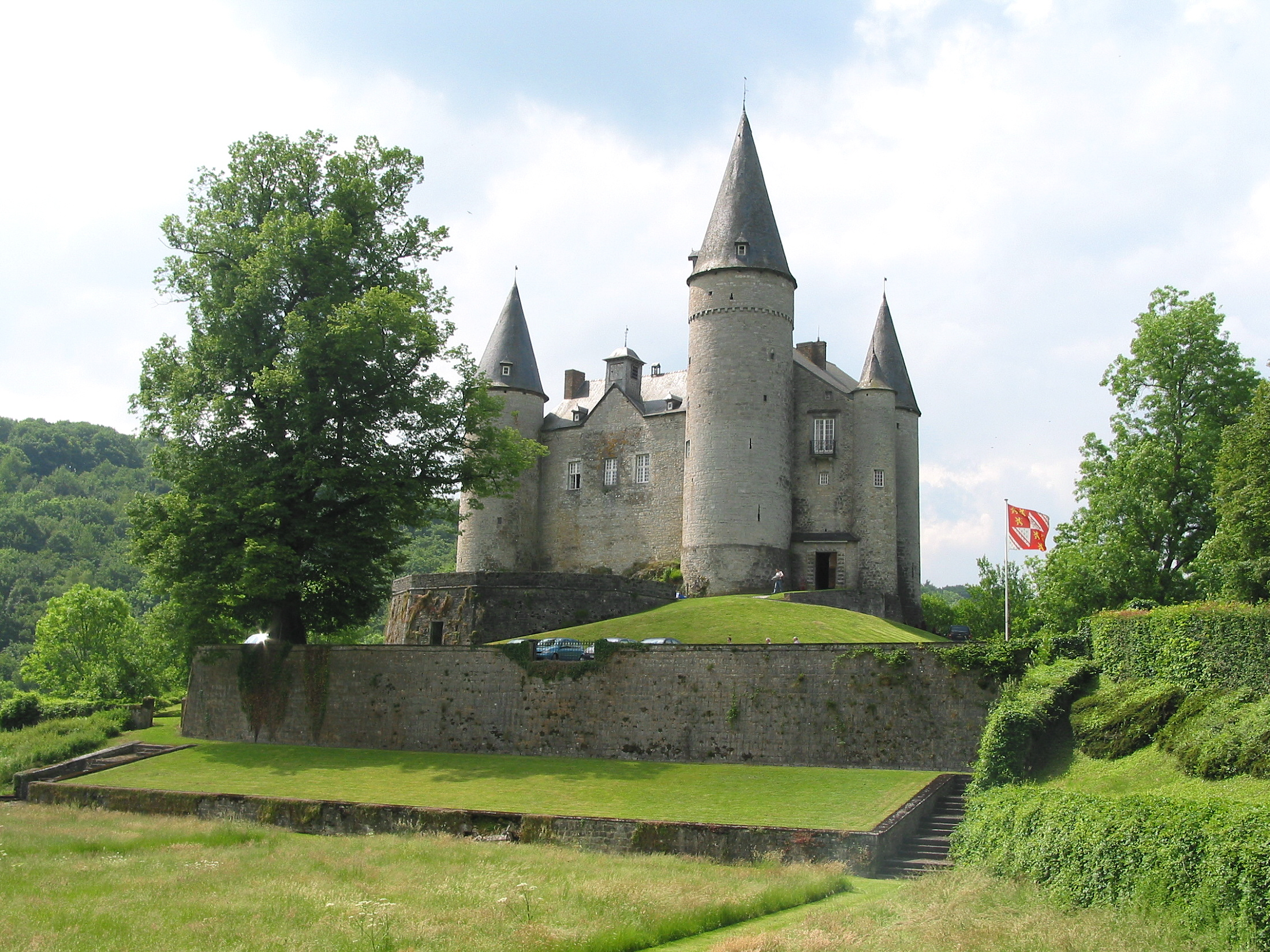

韦沃城堡（法語：Château de Vêves，法語發音：[ʃato də vɛv]）是位於比利時南部韦沃村的一座城堡，也是瓦隆尼亚地區重要的文化遺產之一。韦沃城堡大約修建於1230年，是比利時著名觀光景點之一。

## 外部連結
- 韦沃城堡网站 （页面存档备份，存于）
- 城堡图片 （页面存档备份，存于）

50°13′15″N 4°58′57″E / 50.2208°N 4.9826°E